# Baie d'Anibare
La baie d'Anibare, ouverte sur l'océan Pacifique, est la plus grande baie de l'île de Nauru.

## Géographie

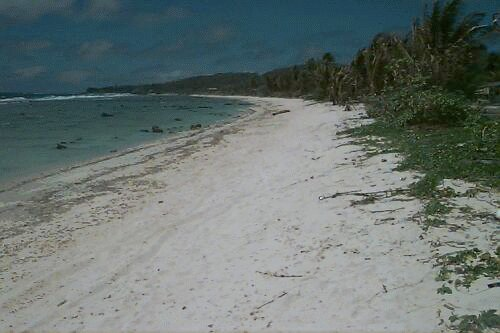
La baie d'Anibare et sa plage

La baie d'Anibare, située à l'Est de l'île de Nauru, est largement ouverte sur l'océan Pacifique en direction de l'est-sud-est.
Elle est encadrée au nord par le cap Ijuw et au sud par le cap Menen. Protégée de la houle par un récif corallien formant un lagon, elle est composée d'une plage de débris calcaires blanc longue de 2,5 kilomètres, large de 15 à 25 mètres et inclinée de cinq à neuf degrés. La plage et le lagon sont parsemés de tourelles de calcaire corallien. Juste derrière la plage s'étire une étroite plaine côtière délimitée par un coteau formant la fin du plateau central de l'île.
Les districts d'Ijuw, Anibare et Meneng (du nord au sud) s'ouvrent sur la baie.
La baie est née d'un affaissement survenu à l'holocène de l'un des flancs du volcan dont Nauru constitue le sommet émergé.
La plage est localement soumise à une forte érosion à cause du creusement de l'élargissement du port d'Anibare qui a modifié les courants marins dans le lagon. La majorité des vagues, poussées par les vents dominants et la houle venant de l'Est, arrivent perpendiculairement à la plage.

## Constructions
La baie d'Anibare est peu urbanisée par rapport au reste de l'île. Outre quelques habitations situées le long de la route littorale sur la plaine côtière, le port d'Anibare se loge au fond de la baie et l'hôtel Menen s'avance sur le cap Menen.

## Mythologie
Selon la mythologie nauruane, l'entrée de l'île des esprits, Buitani, se trouve dans la baie d'Anibare. Son emplacement encore est indiquée avec un bananier.

### Source
- (en) Pacific Islands Applied Geoscience Commission - Érosion côtière à Nauru

### Référence
- (de) Cet article est partiellement ou en totalité issu de l’article de Wikipédia en allemand intitulé « Buitani » (voir la liste des auteurs).